# Tom Johnson (rugby à XV)
Pour les articles homonymes, voir Johnson et Tom Johnson.
Pas d'image ? Cliquez ici

a Compétitions nationales et continentales officielles uniquement.

b Matchs officiels uniquement.
Dernière mise à jour le 29 novembre 2017.
Tom Johnson, né le 16 juillet 1982 à Düsseldorf (Allemagne), est un joueur international anglais de rugby à XV jouant aux postes de troisième ligne aile ou troisième ligne centre.
Il est le neveu de l'ancien capitaine puis sélectionneur de l'équipe d'Angleterre, Martin Johnson.

## Biographie

### Carrière en club
Johnson commence le rugby à XV au sein du club amateur de Chinnor RFC (en), club du Oxfordshire évoluant en ligue nationale 3 Sud-Ouest (en), l'équivalent anglais de la Fédérale 3. 
En 2004, il rejoint le Reading RFC, tout juste promu en ligue nationale 2 Sud (en). Il dispute 28 matchs avec le club du Berkshire et marque dix-sept essais. La saison suivante, il s'engage avec Coventry RFC et devient le premier joueur du Reading RFC à passer professionnel depuis Ayoola Erinle.
En 2007, il rejoint les Exeter Chiefs alors en RFU championship. Il fait ses débuts avec son nouveau club le 1er septembre 2007 contre le Sedgley Park RUFC. Il participe activement à la montée en Premiership à l'issue de la saison 2009-2010. Le 2 janvier 2014, il prolonge son contrat avec Exeter pour trois saisons.
En 2017, il décide de mettre un terme à sa carrière après dix saisons avec les Exeter Chiefs.

### Carrière internationale
En 2011, Tom Johnson est sélectionné pour un match non officiel contre les Barbarians. 
Il est ensuite retenu à plusieurs reprises avec les England Saxons avec qui il remporte l'édition 2011 de la Churchill Cup
En 2012, il est sélectionné pour la tournée en Afrique du Sud de l'équipe d'Angleterre. Il connait sa première cape le 9 juin 2012 contre l'Afrique du Sud à Durban. Il est à cette occasion le premier joueur d'Exeter à devenir international anglais depuis Martin Underwood en 1964. Il dispute au total huit matchs officiels avec l'Angleterre entre 2012 et 2014 marquant un essai contre les Fidji en novembre 2012.

## Palmarès
- Exeter Chiefs
  - Finaliste du Championnat d'Angleterre en 2016
  - Vainqueur du Championnat d'Angleterre en 2017